# Pueblos indígenas de Costa Rica
Los pueblos indígenas de Costa Rica son  habitantes originarios del territorio que conforma a la actual nación costarricense. Se dividen en ocho etnias distinguibles pertenecientes todas al Área Intermedia o Mesoamericana según sus influencias culturales, y que están diseminadas a lo largo del país pero mayormente viven en los 24 territorios indígenas, que en teoría y de acuerdo a las leyes nacionales y a diversos convenios interestatales, se supone que deben ser entidades plenamente autónomas capaces de tener su propio autogobierno y sistema judicial.
Según el último censo nacional de población al menos 104 143 personas se identificaron como aborígenes o sus descendientes, lo que representa poco más del 2% de la población. Sin embargo, su influencia cultural logra penetrar diversas capas de la sociedad costarricense en aspectos culinarios, culturales, folclóricos e idiomáticos muy profundos; dejando también una huella genética visible en la mayoría de los costarricenses a través del mestizaje durante la conquista europea.

## Historia

### Precolombina

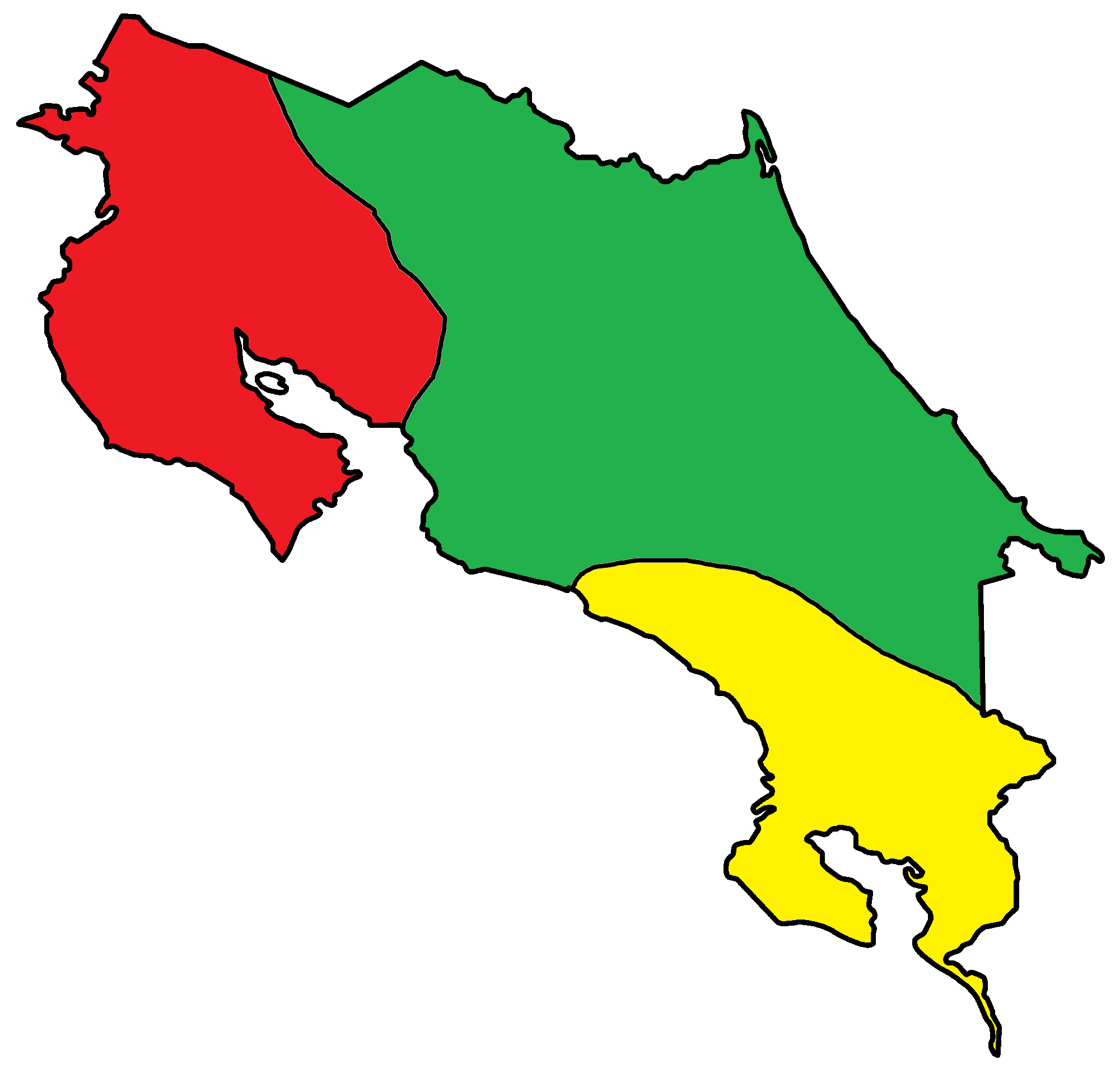
Posible subdivisión cultural de Costa Rica durante la época precolombina: las áreas verde (Huetar) y amarilla (Diquís) pertenecían a la Zona Muisca, la parte roja (Nicoya) a Mesoamérica.

En el periodo prehispánico el territorio estuvo habitado al menos por cerca de medio millón de personas, diseminadas de manera extensa por el país y organizadas en cacicazgos estructurados con la influencia regional mesoamericana, intermedia y caribeña, lo que hace a los pueblos indígenas costarricenses bastante heterogéneos desde sus inicios.
De esta forma, es extensa y duradera la presencia nativa en el territorio costarricense, habiendo evidencias de poblamiento humano con la llegada de cazadores-recolectores hace alrededor de 12.200 años, debido el hallazgo en el cantón de Siquirres de 66 asentamientos humanos de la etnia aborigen cabécar donde se recuperaron elementos funerarios, petroglifos, basamentos de viviendas, calzadas, herramientas de piedra, alfarería, cerámica, los cuales datan del Paleoindio, constituyéndose en el sitio arqueológico más antiguo de Centroamérica. Es así como las sociedades indígenas fueron evolucionando de forma constante al lado de las influencias diversas que recibían de los muchos otros grupos nativos del continente; mesoamericanos en Guanacaste e intermedios en el resto del país, y se encuentra la aparición progresiva de la fabricación de herramientas de piedra en Turrialba, con presencia de puntas de lanza tipo clovis (norteamericana) y cola de pez (sudamericana), hace unos 10 000 o 7 000 años; la agricultura surge hacia 5000 a. C., principalmente dada por tubérculos, y para el primer y segundo milenios a. C. ya existían comunidades agrícolas sedentarias, pequeñas y dispersas; mientras que las artesanías principalmente en cerámica nacen con la producción de ollas, vasijas cilíndricas, platones y tecomates, decoradas con técnicas como incisos o acanaladuras, estampados y modelados, hace unos 3000 años.
Los asentamientos también fueron variando en su complejidad de la mano con el aumento en las estructuras sociales de los cacicazgos presentes en el territorio, por lo que para el 800 d. C. y hasta la llegada de los españoles en el siglo XVI, se presentó un incremento en el tamaño y variedad del diseño interno de las aldeas, y las diferencias regionales se acentuaron. La presencia de numerosos cementerios, simples y complejos, obras de infraestructura masivas, diversidad de bienes domésticos y suntuarios, desarrollo de orfebrería, intercambio regional y conflictos entre cacicazgos por territorios y recursos son elementos característicos de esta época. La jerarquización social incluye individuos principales como el cacique y el chamán, y el pueblo común formado por artesanos y agricultores. El oro substituyó al jade como símbolo de rango, en especial en las regiones Central y Diquís.

### Desde elsigloXVI

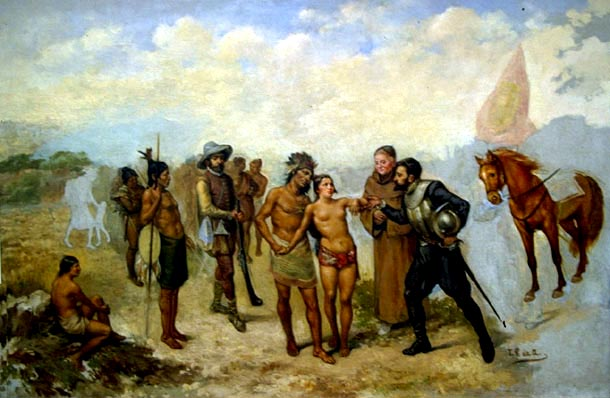
"El rescate de Dulcehe", de Tomás Povedano de Arcos, muestra un claro ejemplo del sincretismo cultural que se dio desde la colonización española, proceso que al final derivó en una gran reducción de la influencia indígena en el país.

Con la colonización española, la floreciente sociedad indígena costarricense se vio diezmada, pues muchos de los habitantes nativos sufrieron enfermedades y esclavitud; de manera que la mayor parte de la población se vio obligada a retroceder hacia las cordilleras del sur, en el Talamanca, lugares en los que predominan sus asentamientos hasta la actualidad.
Desde entonces, los pueblos indígenas han sufrido de marginación política, social y económica, y en muchos casos son muy pobres. Incluso han sufrido violencia policial como fue el caso del Comando Cobra, acusado de racismo y violencia contra los indígenas.
Aunque el gobierno de la mandataria Laura Chinchilla Miranda con frecuencia adujo del excelente trato que brinda el Estado a los pueblos indígenas, y se autoproclamó como uno de los gobiernos más avanzados en la materia; activistas indígenas, dirigentes sociales y políticos de oposición cuestionaron esto y lo critican, al denunciar abiertamente que existen diversas violaciones a los Derechos Humanos de los aborígenes por parte del gobierno.
En la actualidad representan aproximadamente el 2.4% de la población, muchos de los cuales mantienen su cultura, lengua y religión autóctona, en algunos casos mediante ingentes esfuerzos de distintos actores para preservarlas, aunque un cierto proceso de pérdida de tradiciones y aculturación ha sucedido en los últimos años, especialmente en ciertos sectores jóvenes. El 60 % de los indígenas costarricenses viven en el cantón de Talamanca.
Desde hace décadas se discute en la Asamblea Nacional la Ley de Autonomía Indígena, a la cual se opone la CONAI y el Partido Liberación Nacional debido a posibles conflictos con proyectos hidroeléctricos
En la actualidad existe una institución del Estado encargada de velar por los pueblos indígenas: la Comisión Nacional de Asuntos Indígenas (CONAI). Sin embargo, es ampliamente criticada por ser una instancia, no solo gubernamental (y por ende, parcializada) sino también dirigida y administrada por personas ajenas desde la capital, San José. Tal situación genera la creación de muchas asociaciones indígenas que suelen ser más representativas de sus comunidades, como la Mesa Nacional Indígena. En todo caso, la Ley Indígena de 1977 establece como representantes formales de los pueblos nativos a los consejos indígenas electos por sus comunidades y que, teóricamente, representarían una función de gobierno autónomo y de interlocutor con el gobierno central. Costa Rica fue el quinto país en suscribir el Convenio sobre Pueblos Indígenas y Tribales en Países Independientes de 1989 y el tercero de América. La Ley Indígena de 1977 también pone a nombre de las distintas tribus sus tierras a perpetuidad e ilegaliza cualquier venta, traslado o explotación de las mismas. Sus recursos naturales pueden ser explotados por el Estado con supervisión de CONAI y con la obligatoriedad de hacerlo de manera ecológicamente sostenible.
En julio de 2014 se generó un enfrentamiento violento en la comunidad indígena de Salitre, Puntarenas, donde se denunció que finqueros blancos agredieron a residentes indígenas debido a una disputa de tierras, reportándose quemas de ranchos, amenazas de violencia que motivaron la huida de familias indígenas a la montaña y bloqueo de caminos. Lo cual causó la intervención del gobierno para detener la violencia.

## Territorios

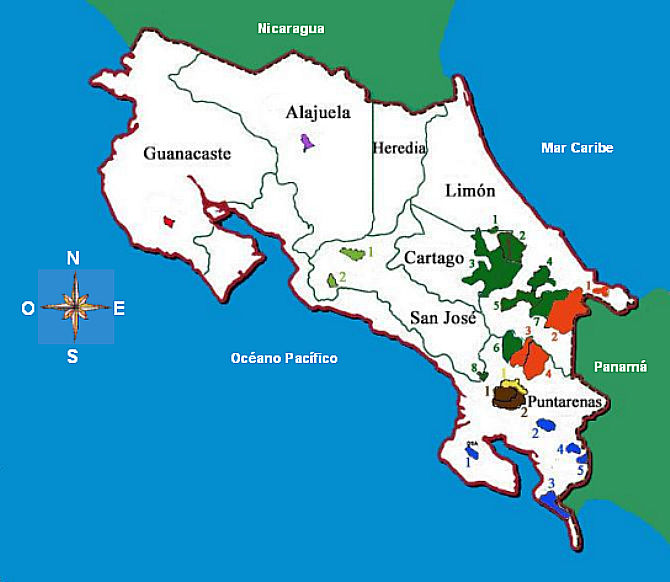
Territorios indígenas de Costa Rica.

Un territorio indígena se considera el espacio cultural, económico, habitacional, territorial y autonómico de los diversos pueblos aborígenes costarricenses. Esta denominación, su marco jurídico y aplicación existen desde la creación de la Ley Indígena n.6172 aprobada en el Congreso del año 1977.
Actualmente, existen 24 distintos territorios indígenas reconocidos por el MIDEPLAN. La gran mayoría se localizan en la Zona Sur, alrededor de la Cordillera de Talamanca, en las provincias de Limón y Puntarenas. Otras dos reservas aborígenes se encuentran en el cantón de Hojancha en Guanacaste y en el cantón de Guatuso en Alajuela; y el resto están establecidas entre las provincias de San José y Cartago.

### Posesión de la tierra
Según el reporte del Programa de Naciones Unidas para el Desarrollo del 2013, el 38% de los territorios indígenas de Costa Rica está en manos no indígenas. Según esta misma organización, en el caso de Térraba, un 88% de este territorio se encuentra en manos de no indígenas, y un 97% del territorio de China Kicha está en manos no indígenas.

## Etnias
En Costa Rica sobreviven 8 etnias indígenas, todas diferenciadas. En conjunto suponen un 2% de la población y radican mayoritariamente en sus territorios especiales, casi todos en la Zona Sur. 

### Intermedias

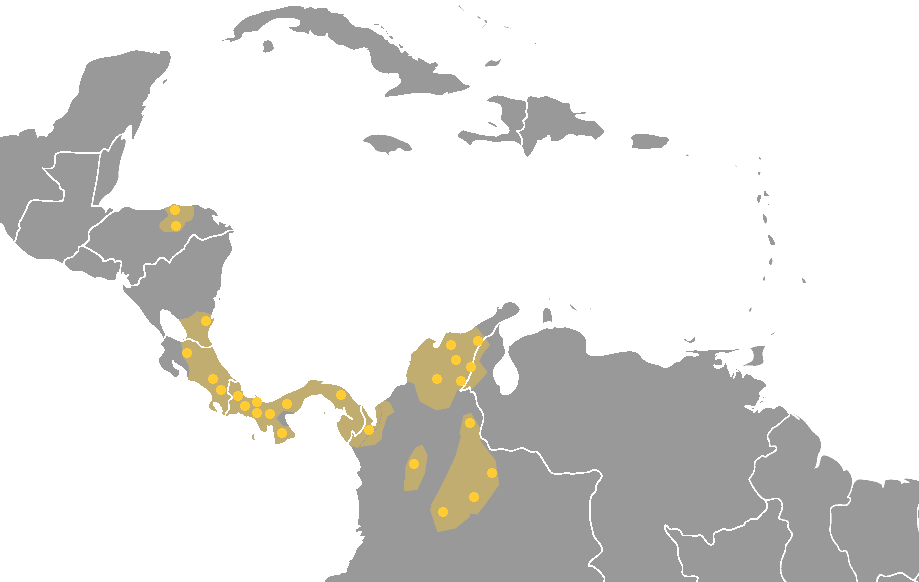
Mapa de la distribución de las etnias intermedias.

La gran mayoría de los pueblos nativos costarricenses son del Área Intermedia (región etnocultural aborigen extendida desde el norte de Suramérica hasta una pequeña franja en la costa este de Honduras). Esto supone una diferenciación con casi toda Centroamérica, donde predomina el componente mesoamericano, y genera también una notable relación con la mayor parte de los indígenas de Panamá, así como algunos de Colombia y Venezuela. Esta región como tal ya es un puente cultural, pues sus pobladores resultan de los influjos trasmitidos por los amerindios mesoamericanos, caribes, andinos y amazónicos, de manera que registran peculiares similitudes con muchos grupos étnicos de todos estos lugares. Entre sus principales rasgos característicos se encuentran el dominio de la orfebrería y la habilitad escultórica en piedras y tallado en maderas, la práctica de lenguas chibchenses (derivadas del microfilo lenmichí), uso moderado de cerámicas, técnicas de cultivo en terrenos extensos y una alimentación a base de maíz y otros productos vegetales endémicos y poco conocidos fuera de su círculo de influencia como el arracache, el pejibaye o la yuca; así como cacao, patatas, frutas y carnes de animales locales.
Las etnias intermedias de Costa Rica, asimismo, se subdividen en dos grupos marcados por sus ejes de influencia: en la mayoría de ellas se registran contribuciones chibchas y caribes, con algunos elementos mesoamericanos, que conforman una paridad de pluriculturalidad aborigen; mientras que las sociedades ubicadas originalmente al extremo sur del territorio desarrollaron la cultura del Diquís, donde toman fuerza las filiaciones sudamericanas (aparte de influjos muiscas, hay fuertes rasgos andinos e incluso amazónicos). De esta forma, las 7 etnias intermedias de Costa Rica son:
- Bribris: Se ubican mayoritariamente al sur de la nación, alrededor de la Cordillera de Talamanca, y representan el grupo más grande con 17.000 habitantes. Cultural y étnicamente pueden observarse diversas filiaciones con los cabécares. Hablan el idioma bribri y practican sus propios ritos religiosos.[20]
- Cabécares: Bastante emparentados étnica y culturalmente con los bribis, este grupo es el segundo más importante (registra más de 14.000 miembros), y por sus remotos asentamientos presenta una aculturación reducida que le permite mantener viva su identidad (idioma, religión, cocina, costumbres...). Se localizan al sur del país.[21]
- Ngöbes: Esta etnia se despliega mayoritariamente en el vecino país de Panamá. En Costa Rica se registran al menos unos 5.000 que habitan en la Zona Sur.[22]
- Malékus: Antaño fueron un grupo extremadamente numeroso y culturalmente rico, hoy en día pese a que mantienen prácticamente intacta su identidad, por poco sobrepasan los 1000 miembros. Se les conoce también erróneamente como «guatusos». Habitan mayoritariamente en la provincia de Alajuela, poseen sus creencias religiosas, idioma, música y una dieta bastante vegetariana con algún consumo de pescados de agua dulce, ya que no comen ni animales marinos ni con cuernos.[23]
- Borucas: Habitan al sur del territorio, especialmente en el cantón de Buenos Aires, provincia de Puntarenas con algo más de 2000 miembros. Se destacan por la celebración de su tradicional juego de los diablitos («kagrúv rójk»).[24]
- Teribes: Este pueblo es una etnia hermana de los nasos panameños. En Costa Rica habitan menos de 600 miembros, principalmente en la zona sur, donde aún mantienen su idioma y costumbres como la confección y el tallado de todo tipo de artesanías en madera.[25]
- Huetares: En la época precolombina fueron la etnia más grande, poderosa e influyente del territorio, lo que llevó a su posterior dominación cuando entraron los conquistadores europeos. De esta forma su idioma se extinguió, pese a ser de gran influencia en el actual español costarricense, y su población actualmente no sobrepasa los 2000 miembros.[26]

### Mesoamericanas

Extensión del área cultural mesoamericana.

En Costa Rica la influencia mesoamericana es importante, sobre todo en aspectos lingüísticos y, en menor medida, culinarios. Esto se debe a su presencia histórica y muy activa al norte del territorio, especialmente en la provincia de Guanacaste; así como en los influjos que inyectaban continuamente los diversos aborígenes mesoamericanos de todo el resto de América Central. En el territorio septentrional costarricense, durante la época precolombina, habitaron muchas etnias mesoamericanas a lo largo de diversos períodos, sin embargo solo una de ellas ha logrado persistir hasta la actualidad (los chorotegas).
Los grupos mesoamericanos —emparentados desde México hasta la Península de Nicoya en Guanacaste— se caracterizan por su gastronomía totalmente volcada al sempiterno maíz (con la utilización también importante de incontables vegetales como frijoles, tomates, aguacate y cacao; carnes nativas y alimentos que mezclan todo ese acervo como tamales y tortillas, al haber dominado el proceso de la nixtamalización). Estos además hablan gran cantidad de idiomas, entre los que destacan los derivados de la macrolengua náhuatl (filiación uzo-azteca). La cultura mesoamericana también resalta por su compleja organización social (hubo grandes imperios), ricas creencias religiosas, avanzada tecnología lítica, artesanías diversas en piedra y cerámica, realización periódica o litúrgica de sacrificios humanos y poco uso del metal.

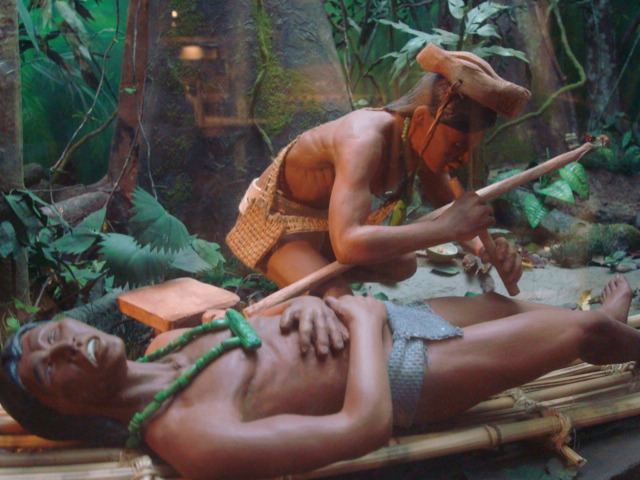
Chamán curandero.
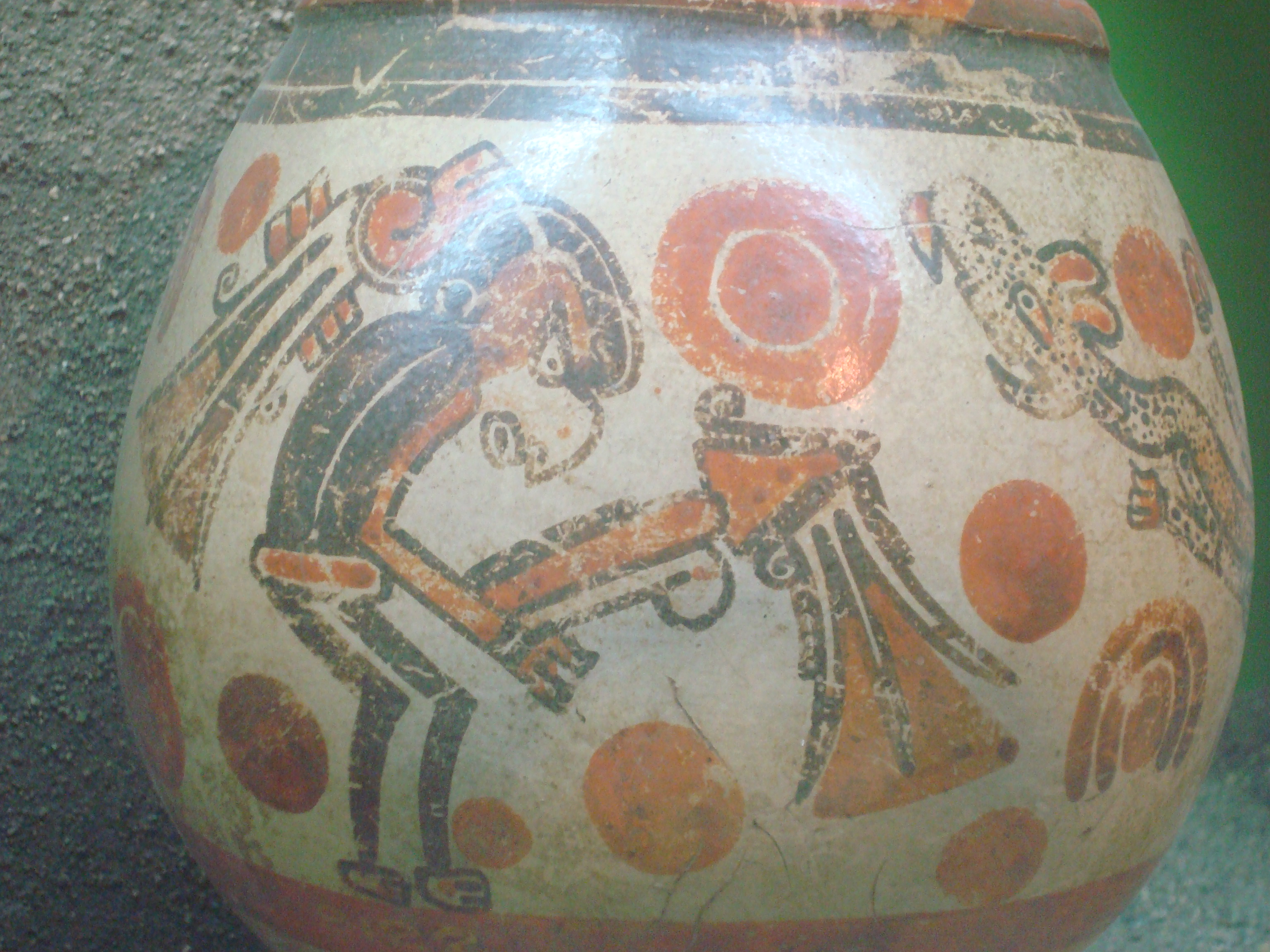
Cerámica policromada.
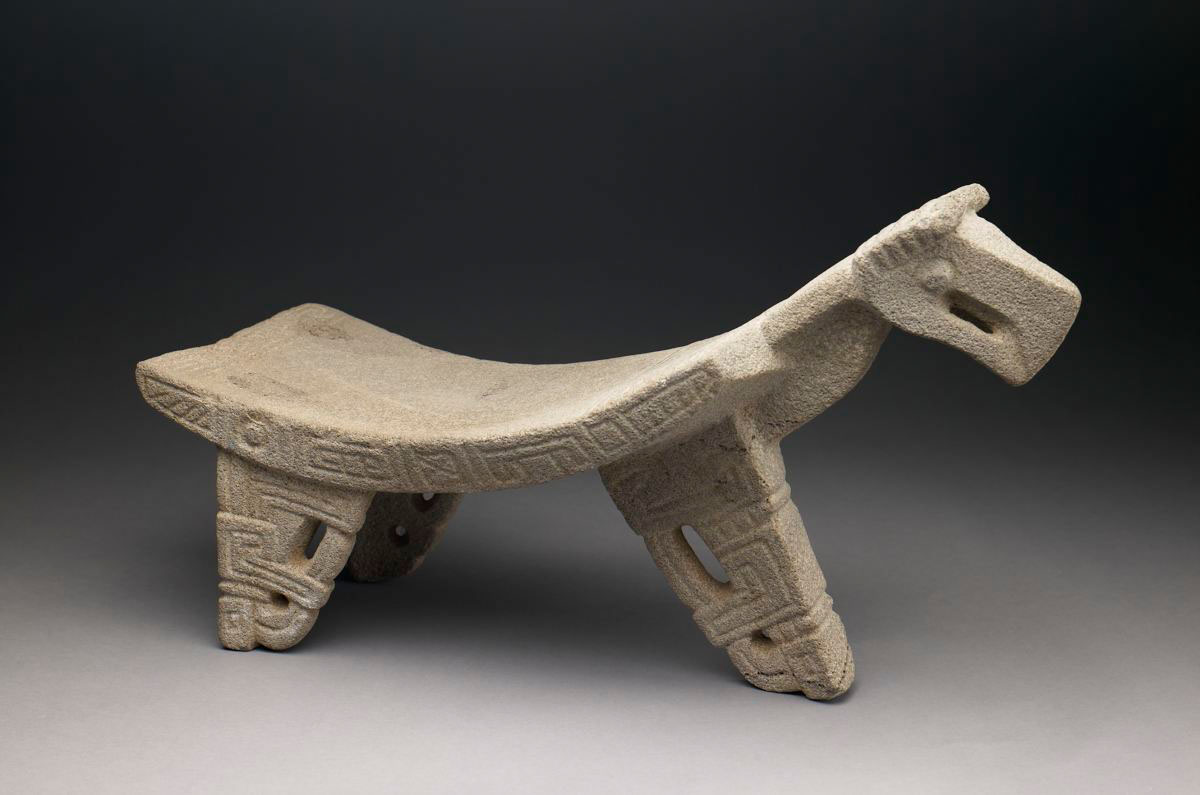
Metate ceremonial.
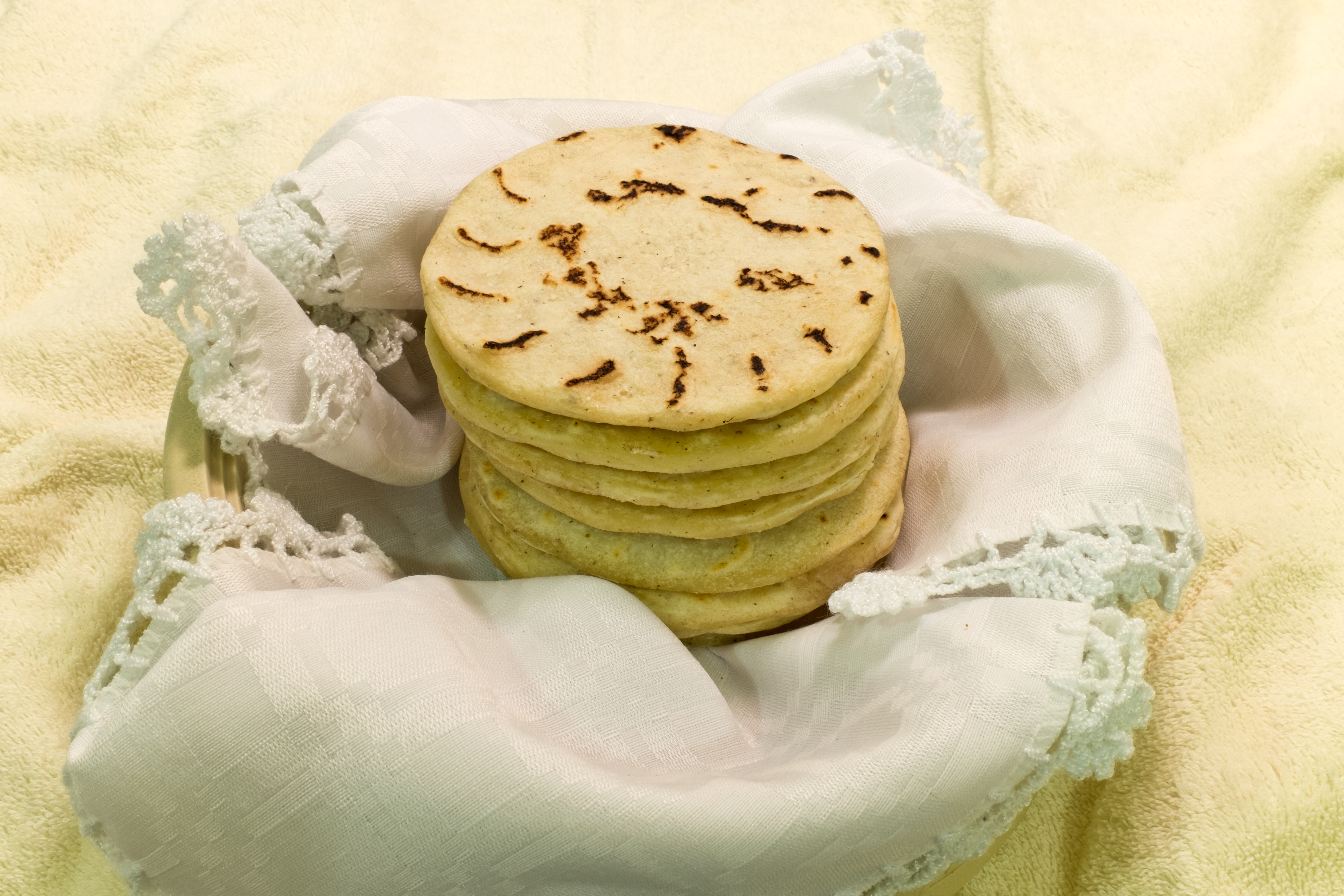
Tortillas de maíz.
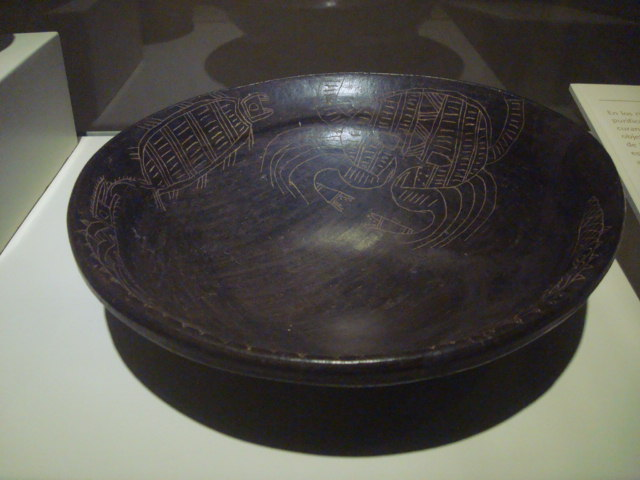
Cerámica negra.
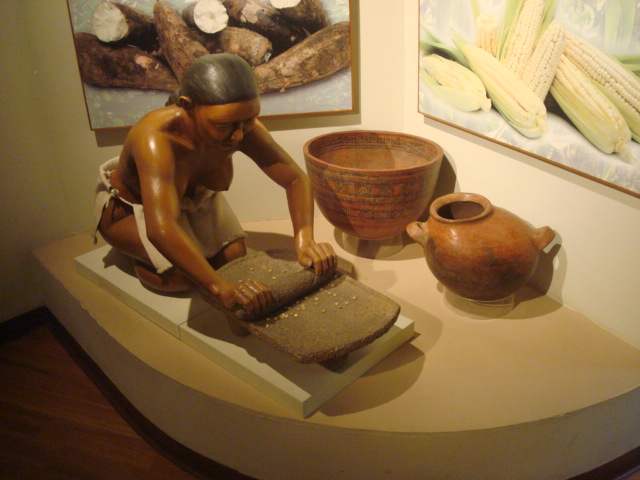
Nixtamalización.
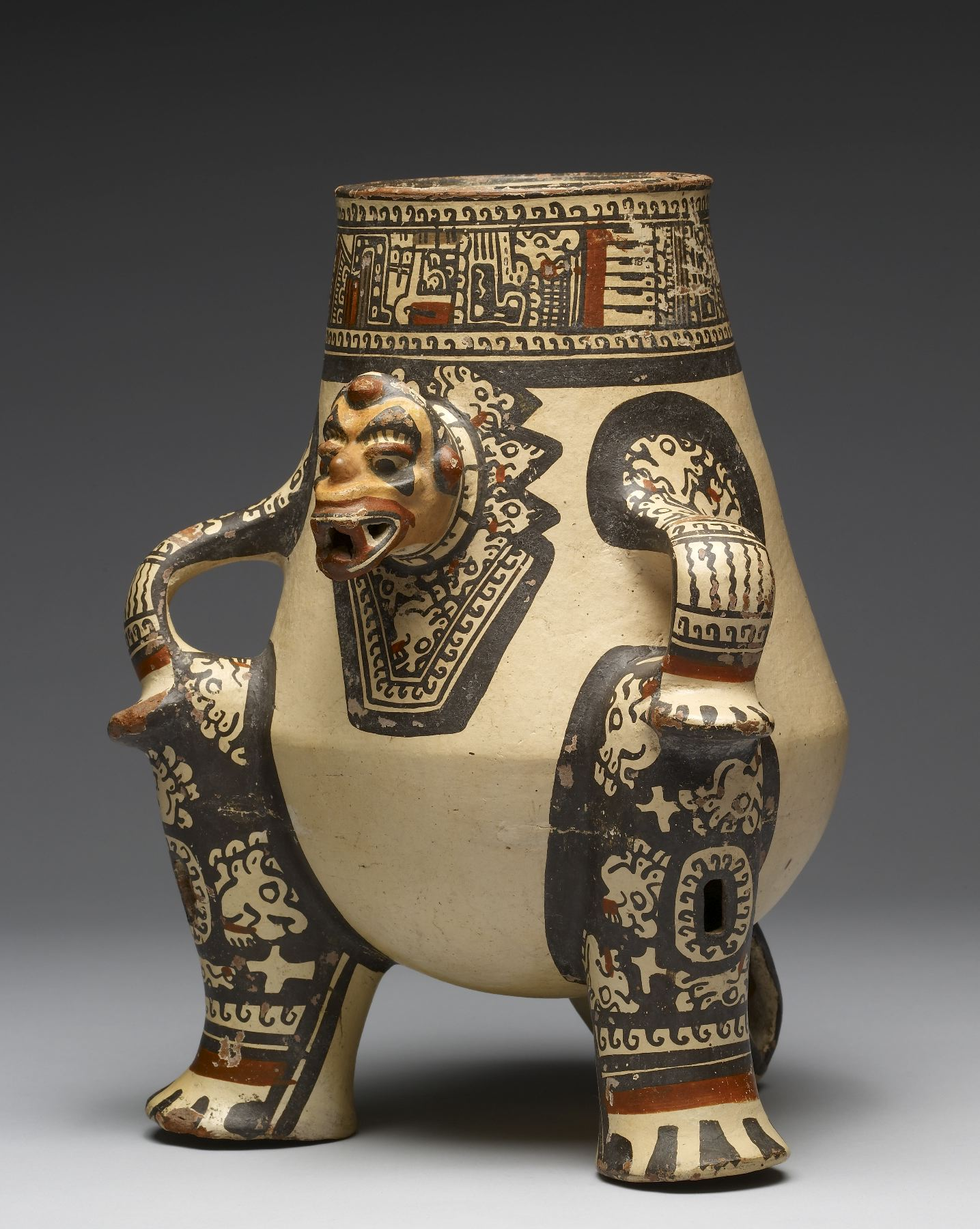
Vasija nicoyana.

## Cultura
La cultura de los pueblos nativos americanos es parte esencial en la configuración de la idiosincrasia y el folclor costarricense. Al ser el territorio un puente natural, biológico y cultural entre las sociedades de Mesoamérica, el Caribe y el Área Intermedia; se pueden encontrar en él expresiones antropológicas que relacionan a sus habitantes aborígenes con los de otras latitudes del continente (especialmente los chibchas y los mesoamericanos).

#### Bribri y cabécar

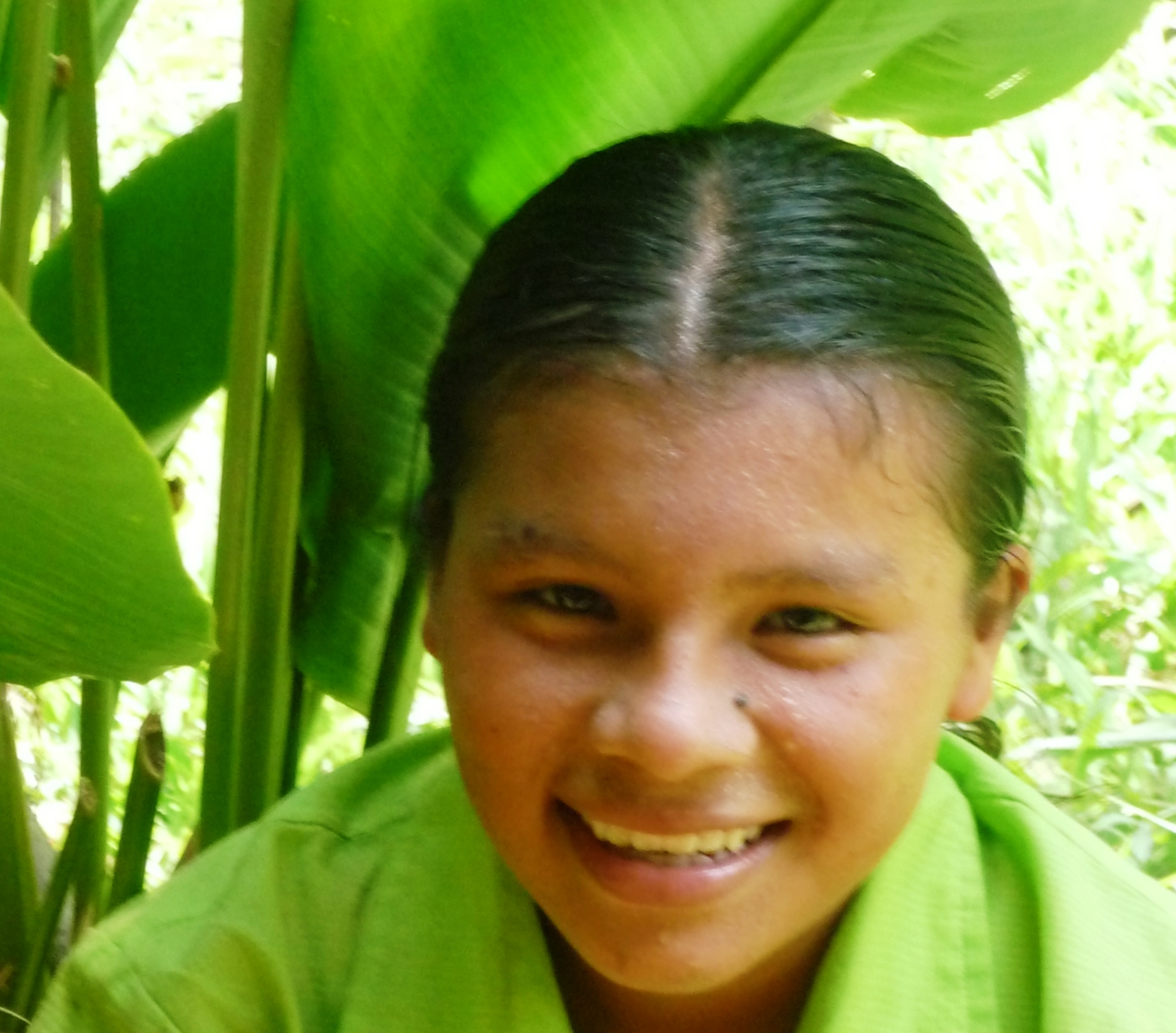
Joven de etnia bribri.

Los bribri son el grupo étnico indígena más numeroso de Costa Rica. Habitan en la región del Atlántico Sur de Costa Rica, en las montañas de la Cordillera de Talamanca, junto a los cabécares, otro grupo étnico con el que han desarrollado vínculos culturales y sociales desde la época prehispánica. El relativo aislamiento en el que ambos pueblos han vivido desde la conquista española ayudó a conservar gran parte de su acervo cultural hasta nuestros días. Bribris y cabécares han logrado incorporarse exitosamente e integrarse a la vida nacional conservando su propia cultura, aunque igual que otros pueblos sufren de discriminación, acceso a oportunidades y disputas por sus territorios y recursos con los no indígenas.

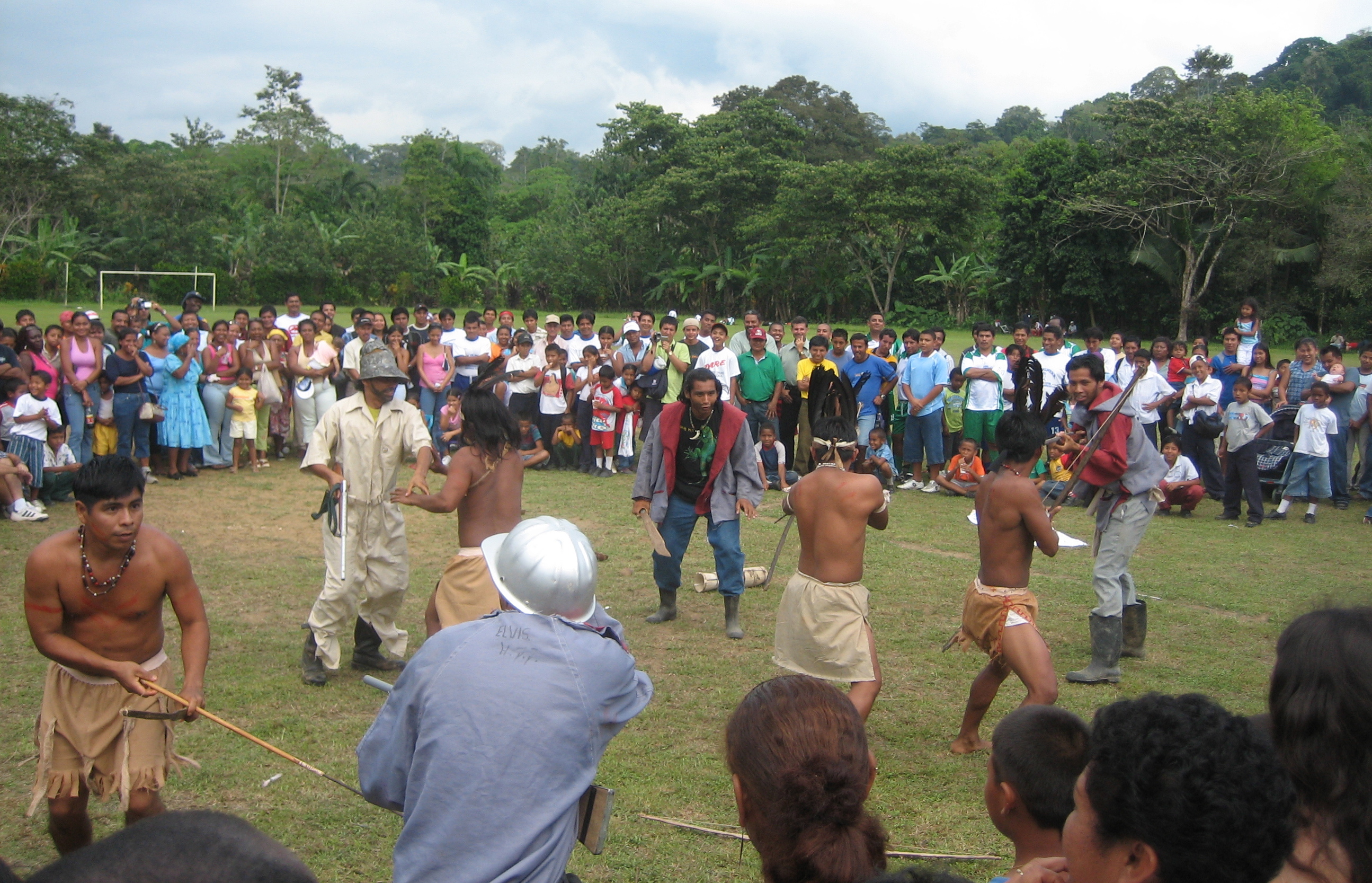
Celebración del Día del Indígena en Talamanca.

Los bribri y cabécares conforman los pueblos con mayor diversidad cultural en Costa Rica, pues practican casi todas sus formas tradicionales de vivencia: poseen medicina natural, danzas, cacería, pesca, tradiciones, cultura, religión e idioma propios. Comparten parte de su cosmovisión, historia y sistema organizativo, registrado así por cronistas desde la conquista. Creen en Sibú, dios creador y héroe cultural, del cual el curandero, llamado awapa o sukia entre los bribri, y jawá entre los cabécares, es intermediario entre el mundo de los vivos y el de los espíritus. Estos sacerdotes entonan cantos y se valen de elementos como piedras con características mágicas, para alejar seres que causan eventos desafortunados, tales como enfermedades, y convocar fuerzas que atraen el bienestar.
Según su religión, Sibú creó a ambos pueblos a partir de las semillas del cacao, que juega un rol importante en la economía, la dieta y los rituales religiosos de estos pueblos. Varios cuentos y tradiciones bribris y cabécares han pasado por un proceso de sincretismo cultural con las creencias españolas. Las versiones locales de las leyendas de la Llorona o la Tulevieja contienen fuertes referencias de estas culturas. Uno de los aspectos importantes de sus creencias es el Usuré o Casa Cósmica, templo cónico que representa el Universo.

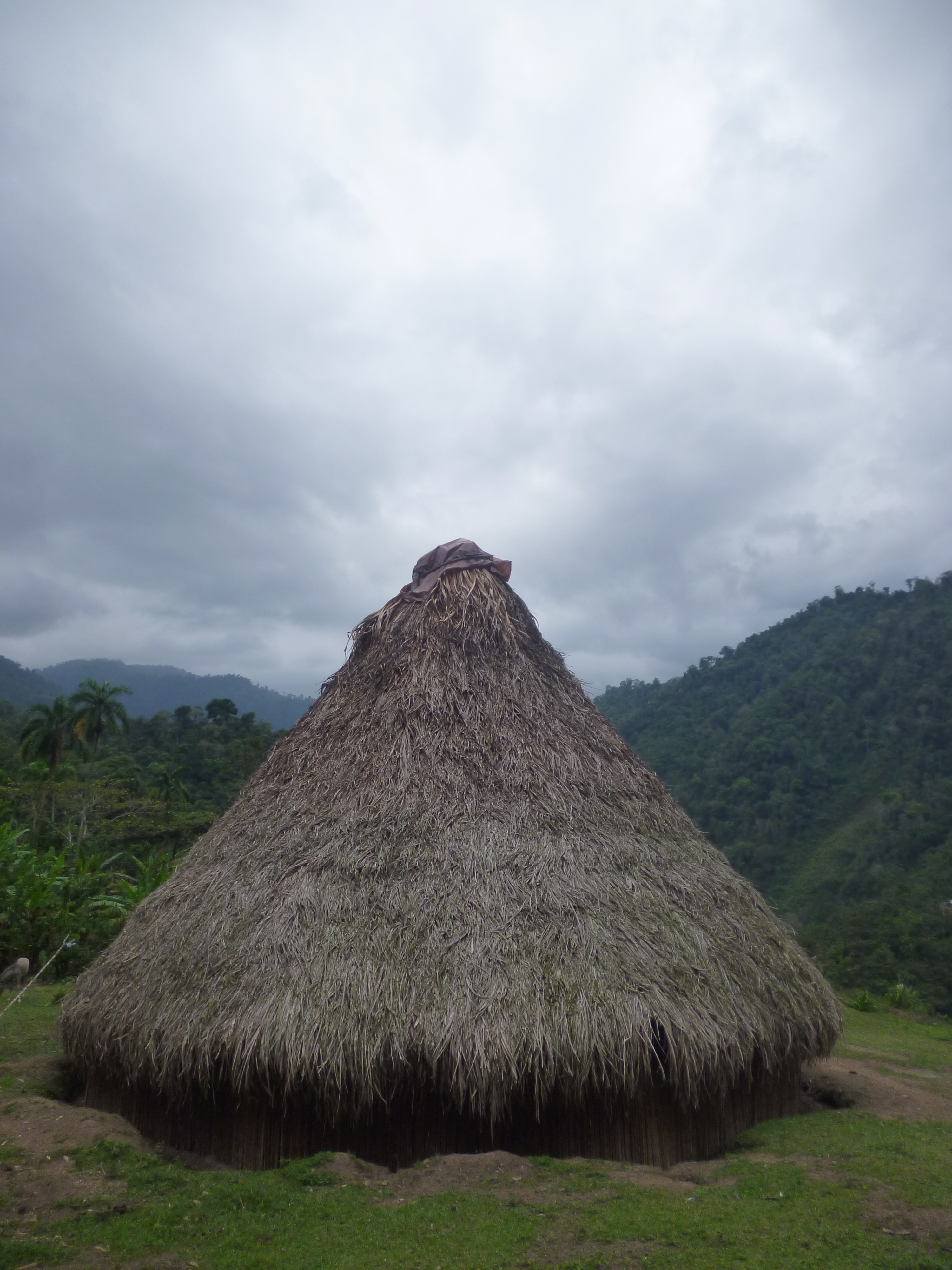
Casa cónica cabécar.

Los idiomas bribri y cabécar pertenecen a las familias lingüísticas chibchenses y ambas han sido objeto de estudio y aprendizaje durante el siglo xx. En los territorios indígenas hay presencia del bilingüismo con el español. En los territorios indígenas existe una radio que transmite en bribri, así como un periódico local en ese idioma. Jerárquicamente, el líder de ambos pueblos era el bLu, generalmente de etnia bribri, que cumplía papel tanto político como militar, y que se acompañaba del uséköL o usécar, generalmente de etnia cabécar, personaje con poderes mágico-religiosos. Los bribris y cabécares están divididos en clanes, cuya herencia es matrilineal y en cuyo sistema de parentesco las funciones y responsabilidades del padre corresponden a los hermanos de la madre. Una interpretación que se ha dado a la presencia de la animalística en los objetos de oro precolombinos es la pertenencia a un clan específico (de las ranas, de las mariposas, del jaguar, etc).
Ambos pueblos practican una agricultura de subsistencia basada en el cultivo de granos, cacao, maíz, frijoles y tubérculos, además de la crianza de cerdos y la caza de aves. La artesanía de los pueblos bribri y cabécar se basa en la creación de collares y brazaletes con semillas y madera o de coco. Un aspecto destacado es la elaboración de máscaras Siböwak, manufacturadas en piedras de roca amalgamada moldeable, que se caracterizan por sus diversas expresiones faciales.

#### Chorotegas

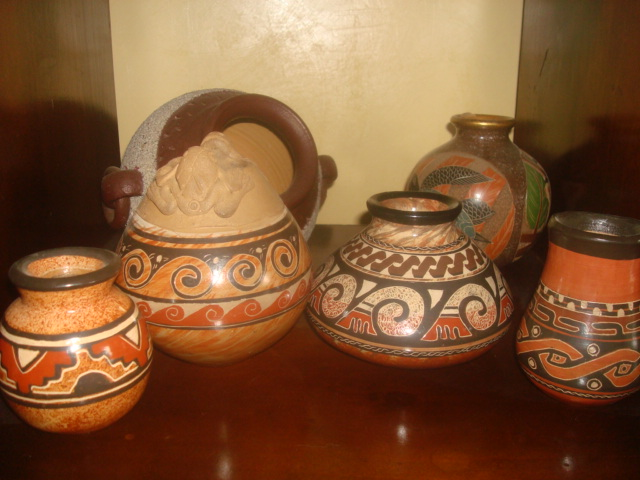
La tradición de la cerámica nicoyana se remonta a entre 2.000 y 3.000 años de antigüedad.

Los chorotegas, pueblo de origen mesoamericano, arribaron a Costa Rica en el año 800 d. C., y se asentaron en la actual provincia de Guanacaste, donde fundaron varios reinos, siendo el más importante el Reino de Nicoya. La cultura de la Gran Nicoya fue una de las más adelantadas entre las que ocuparon el territorio de Costa Rica. Su principal representación artística fue la cerámica nicoyana, importante bien de intercambio cultural cuyas piezas han llegado a encontrarse en diversos sitios arqueológicos de Mesoamérica y Suramérica.
El pueblo chorotega fue de los primeros en caer bajo el dominio español, y mucho de su conocimiento y adelantos en medicina, astronomía, escritura y arte se han perdido, incluido su idioma, la lengua mangue. Actualmente, su territorio se reduce a un pequeño asentamiento en Matambú, península de Nicoya. Algunos aspectos culturales sobreviven, como lo es la elaboración de cerámica, principalmente en los pueblos de Guaitil de Santa Cruz y San Vicente de Nicoya. La confección de cerámica es una tradición próspera y fuente de orgullo local y nacional, al punto que ha sido declarada patrimonio cultural del país. Esta cerámica se realiza usando las mismas técnicas y pigmentos usados por los ancestros nicoyanos, con la salvedad de que se utiliza el torno, que los indígenas nicoyanos no conocían.
Los chorotegas actuales mantienen sus rasgos físicos, aunque han sido absorbidos por el entorno campesino rural. Aun así, mantienen su identidad étnica. Muchos aspectos de la cultura guanacasteca son producto de la herencia chorotega, en conjunción con influencias africanas y españolas coloniales. Otro aspecto que sobrevive hasta la actualidad es la gastronomía a base de productos de maíz, muy gustada por el costarricense: chicha, chorreadas, cosposas, atoles, tortillas, pozol, etc.

#### Huetares

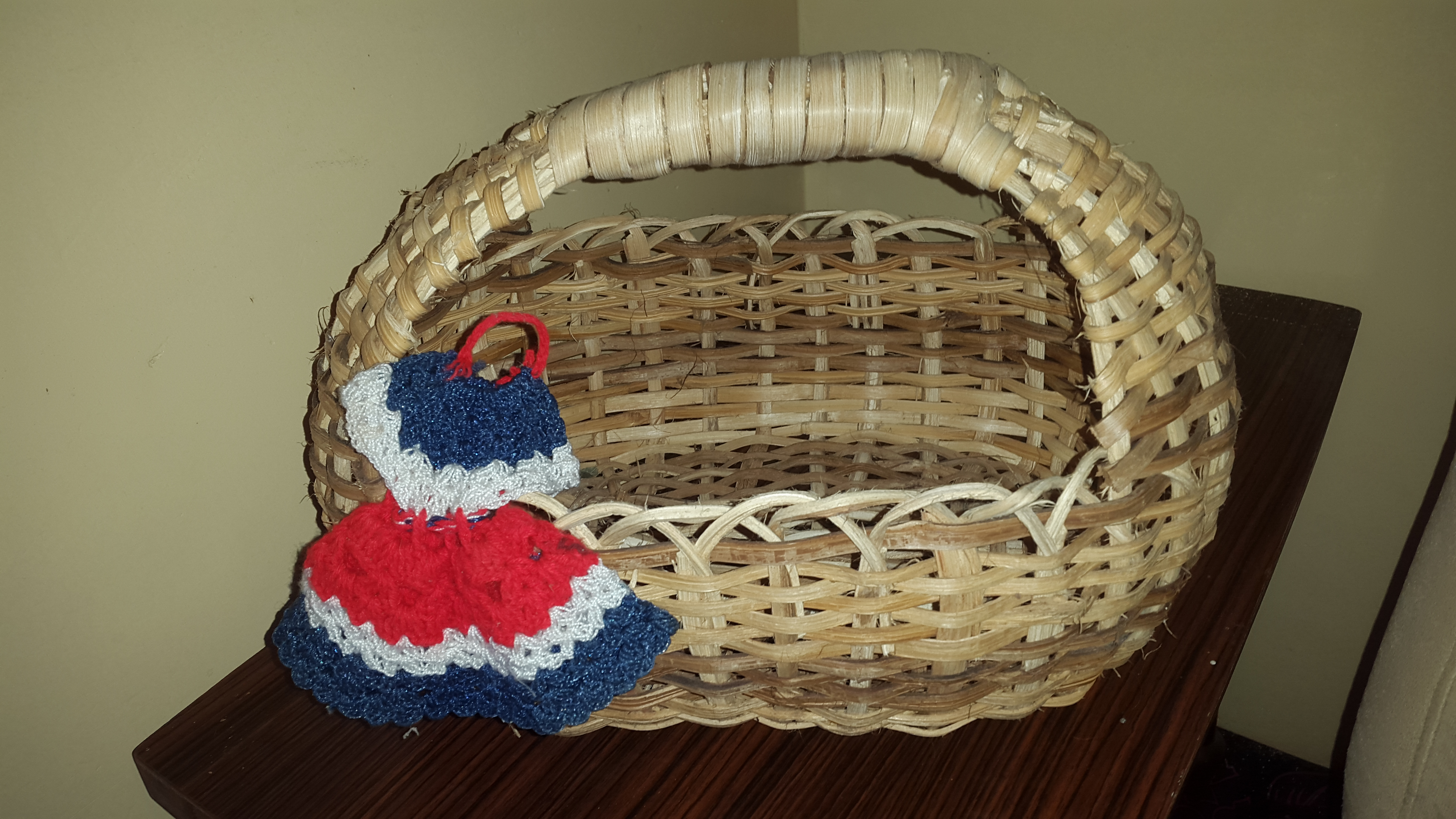
Canasto de mimbre, hecho con la técnica tradicional de la etnia huetar. Costa Rica.

Los huetares fueron el grupo indígena más numeroso de Costa Rica durante la época precolombina. Durante el siglo XVI, poseyeron dos cacicazgos o reinos, que ocupaban la región central del país y dominaban grandes territorios en la región caribeña central, el Pacífico central y la región norte. Su cultura perteneció al Área Intermedia de América. Tras la conquista española, su número se redujo significativamente en gran medida por la conquista y el mestizaje en la época colonial, quedando en la actualidad unas pocas reservas en los cantones de Quepos, Mora y Puriscal.
Los huetares son una de las etnias de indígenas costarricenses que más se han aculturizado, precisamente porque sus reservas se encuentran muy cercanas a las poblaciones no indígenas. Su idioma, de origen chibcha y alguna vez lengua franca del país, ha desaparecido, quedando algunos vestigios del mismo en muchos topónimos del país. Nombres de localidades como Barva, Aserrí, Tarrazú, Escazú, Turrialba, Ujarrás, Quircot, Cot y Tucurrique son de origen huetar, así como el nombre de algunas palabras de uso común (chirraca, yigüirro, turruja, curré, etc). Se ha especulado incluso que el origen del nombre de Costa Rica es una deformación de una palabra huetar (Cotaquerrique o Coquerrique).
En la actualidad, subsisten algunas tradiciones huetares principalmente en la elaboración de artesanías y tejidos. Los huetares realizan trabajos con hojas y bejucos de tule, estococa y paja, que se utilizan principalmente en la confección de canastos y sombreros. También realizan elaboración de ollas de barro, en la que almacenan granos y chicha, así como recipientes de jícaro. Uno de los aspectos más sobresalientes es la confección de telas de mastate (corteza de un árbol) e hilos, las cuales decoran con tintes artesanales como tinta morada obtenida de la púrpura de los caracoles, tinta con yuquilla y tinta con chirrite. Otras artesanías que realizan son la elaboración de escobas tradicionales a base de millo, piedras para moler cacao, maíz y yuca, candelas y hamacas con burío y cabuya.

#### Borucas y térrabas

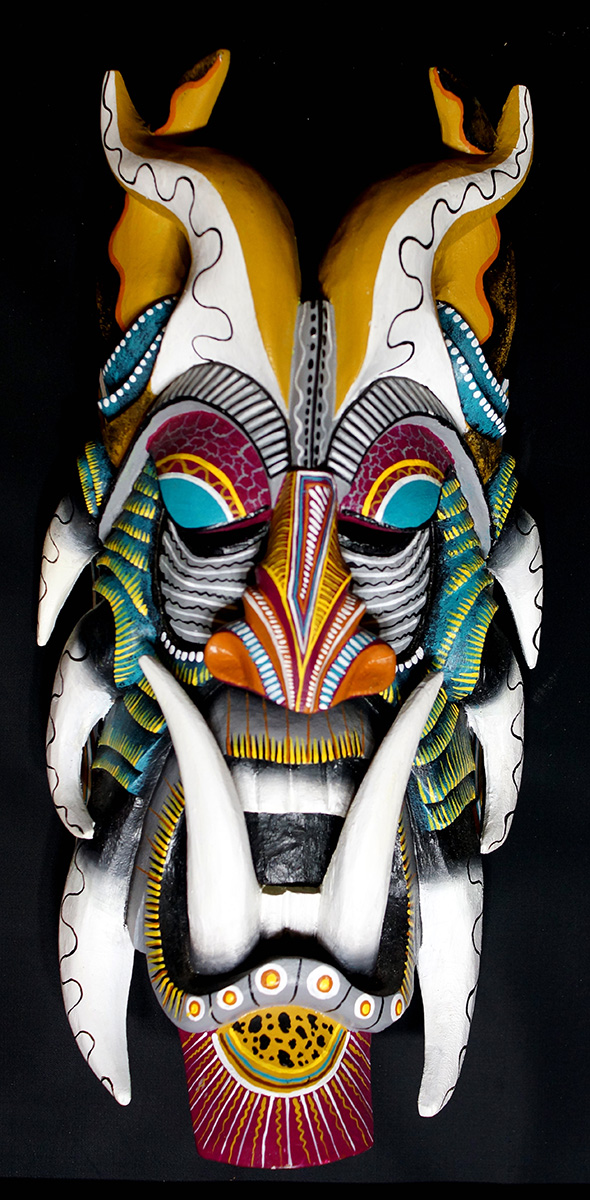
Máscara boruca.

Los borucas y térrabas ocupan dos reservas en el Pacífico sur de Costa Rica: Boruca-Térraba y Curré. Se consideran los herederos de la cultura de Diquís, que elaboró las esferas de piedra. Su cultura está unida al Valle del río Grande de Térraba, también llamado Diquís, agua grande en idioma brunka. Tres elementos significativos de la cultura boruca persisten hasta la actualidad: la producción de artesanías con métodos tradicionales, la festividad del juego de los diablitos y la creencia en un personaje mítico llamado Cuasrán, legendario héroe cultural y jefe indígena todopoderoso.
Los trabajos artesanales se dan en un entorno familiar y vecinal, y se considera un elemento fundamental en el concepto de identidad boruca. Mantienen la elaboración de textiles con técnicas y materiales tradicionales, a base de algodón seco y tintes naturales, empleando también tres tipos de puntadas tradicionales. Los tambores, arcos y flechas también forma parte de la artesanía boruca, así como la cestería a base de fibras naturales como bejuco negro, cabuya y pita, destacándose la típica canasta boruca denominada jaba, usada para almacenar granos y objetos pequeños. Tanto borucas como térrabas elaboran calabazos a base de Crescentia cujete, en los que elaboran delineados y dibujos mediante una cuchilla, con diseños de alta complejidad. La talla de máscaras con madera de balsa es una de las tradiciones más arraigadas y representativas de este pueblo. Estas se realizan con gubias y lijas, y aunque la máscara tradicional no se pinta, en la actualidad se le agregan pigmentos acrílicos por motivos de comercio y turismo.
Las máscaras borucas se utilizan en la festividad denominada juego de los diablitos, importante celebración que se realiza entre final y principio de cada año y que rememora la lucha de los borucas por permanecer independientes durante la época de la conquista española. En la actualidad, la lengua boruca se ha extinto, mientras que el idioma térraba persiste aunque su cantidad de hablantes es muy reducido.

#### Maléku

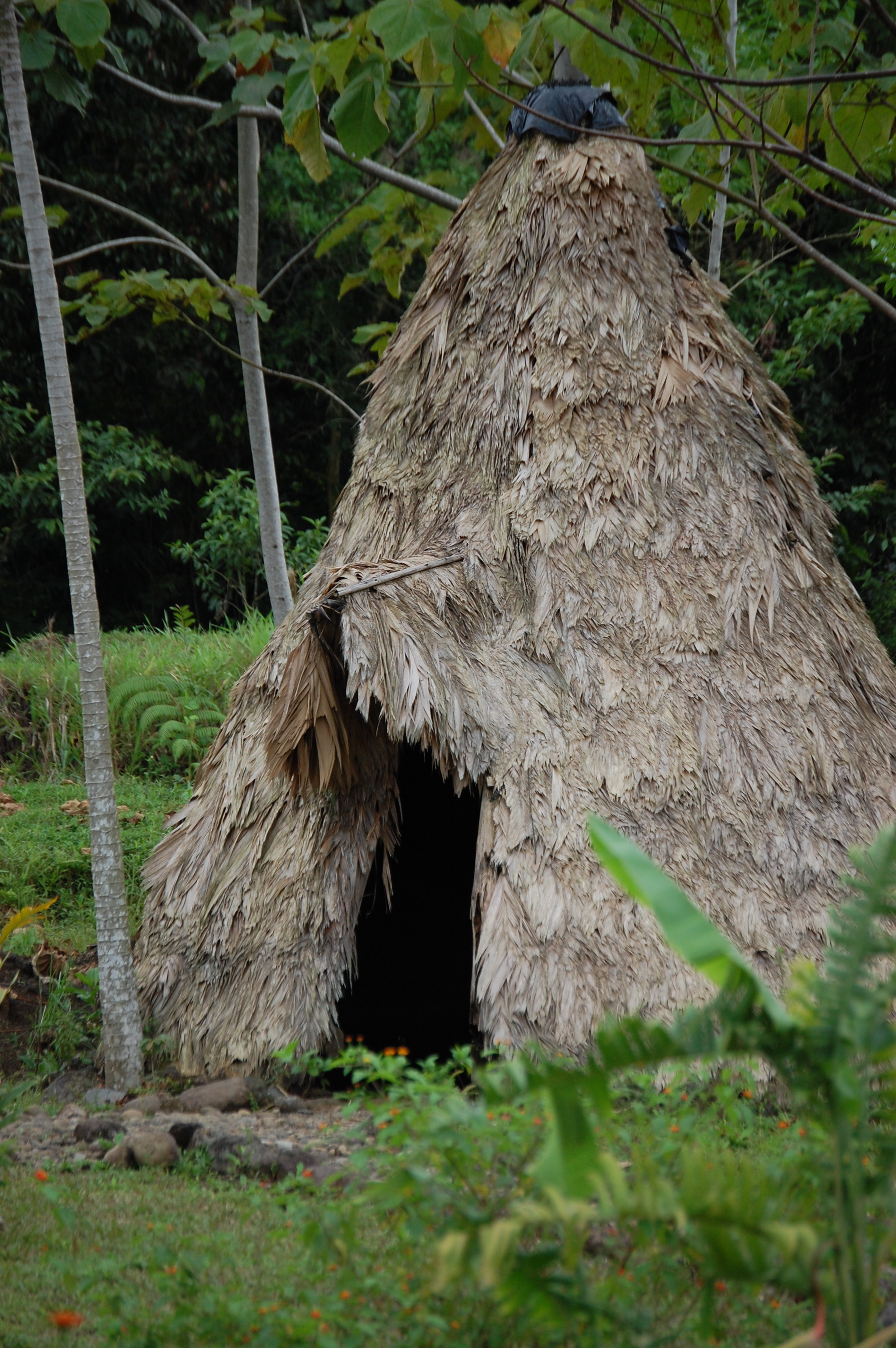
Casa tradicional maléku usada para ceremonias.

Los maléku, también llamados guatusos, habitan una reserva en la zona norte del país. Es una de las comunidades indígenas más pequeñas del país, que sin embargo conserva gran cantidad de sus costumbres tradicionales, incluido el idioma, el maléku ihaíca. Se les cree descendientes de la unión de los indígenas rama que habitaron el cauce del río San Juan con los chorotegas y corobicíes que abandonaron el territorio de Guanacaste y cruzaron la cordillera del mismo nombre hacia las llanuras del norte del país.
Además del idioma, los maléku conservan muchos otros aspectos de su cultura. Sus creencias religiosas se basan en tabúes alimenticios y ceremonias especiales que incluyen la bebida de chicha, danzas y cantos. Dos danzas tradicionales son el napuratengeo y la nakikonarajari, donde hombres y mujeres, tomados de las manos, bailan al sonido de flautas, tambores, maracas y cánticos, con un cantor principal que lleva la tonada y el resto pronuncia un estribillo. Su religión cuenta con muchos dioses, llamados Tócu maráma, los cuales están relacionados con la gran cantidad de ríos que surcan su territorio. 
Cuentan con una importante tradición artesanal, donde destaca la elaboración y decoración de máscaras y tambores, generalmente con motivos de animales. La mayoría de los integrantes de las comunidades (incluidos los niños) hacen algún tipo de artesanía o ayudan a fabricarla cortando y preparando la madera y los frutos necesarios. Su dieta tradicional consiste de varias plantas y animales de los bosques tropicales. Los animales incluyen una gran variedad de peces, tortugas e iguanas. La caza tradicional maléku con arcos y flechas es la única permitida en Costa Rica en la actualidad. El maléku todavía caza iguanas por su carne y usa su piel para fabricar sus tambores tradicionales. Algunas plantas, aunque son levemente tóxicas, siguen siendo parte de una dieta tradicional maléku. La vivienda tradicional maléku, palenques cubiertos de palma o corozo, se elabora actualmente únicamente para ceremonias como atracción turística.

### Ngäbe

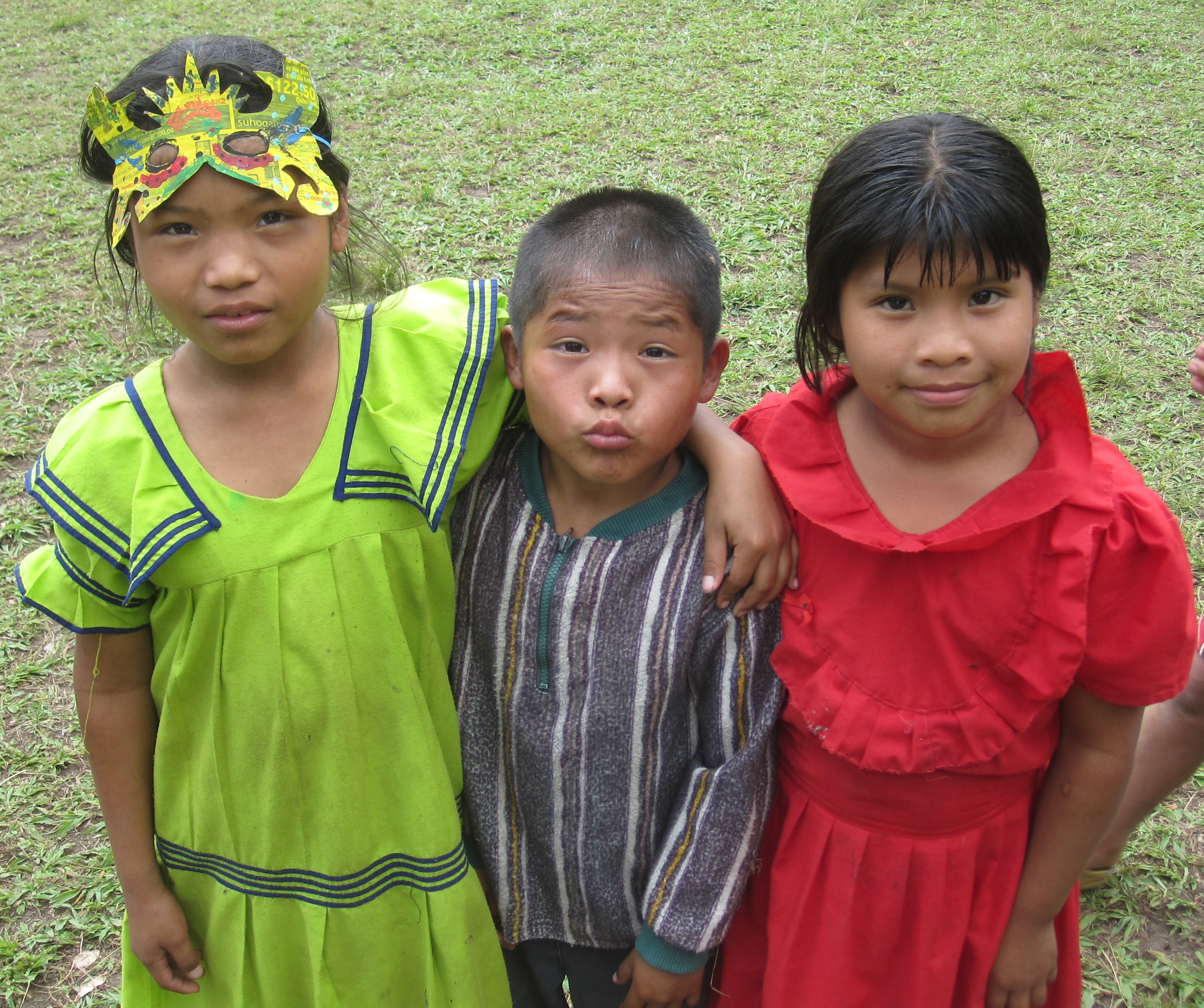
Separados por las fronteras, los ngäbe de Panamá y Costa Rica se consideran un mismo pueblo.

Los ngäbe, conocidos en el país como guaymíes, habitan en varias reservas de la zona sur de Costa Rica, especialmente en la frontera con Panamá. Forman una unidad cultural con los indígenas de la Comarca Ngäbe-Buglé en Panamá. Aunque la población costarricense asciende a unas 3.000 personas, durante la época de la recolecta de café se da un fenómeno de migración desde Panamá que eleva su número hasta 15.000 personas, siendo frecuente observarlos en regiones de importancia cafetalera como la Zona de los Santos.
Uno de los aspectos más destacados es la vestimenta, que se conserva especialmente en la mujer, y que consiste en coloridas batas largas decoradas con motivos geométricos ("naguas"). Otras artesanías son las bolsas tejidas de fibra vegetal (llamadas "kra"), y pulseras y collares de cuentas y chaquiras, antes usados como adornos para la guerra. Los hombres tejen sombreros de fibra vegetal para uso cotidiano o para vender. En la actualidad, también elaboran muñecas que visten con trajes tradicionales, que venden a los turistas.
Esta etnia conserva muchos aspectos de su cultura, incluido el idioma, el ngäbere. Además del ngäbere, otro idioma que conserva este pueblo es el bocotá o buglé, hablado por habitantes que viven en la reserva indígena Conteburica, en la vertiente sur del Pacífico cerca de la frontera con Panamá, y otros en la zona de Coto Brus. Ambos son idiomas de la familia chibcha y forman el grupo guaymí. En 2014, Mirna Román se convirtió en la primera indígena ngäbe costarricense graduada de Medicina, noticia que fue destacada por la prensa nacional.

## Idioma

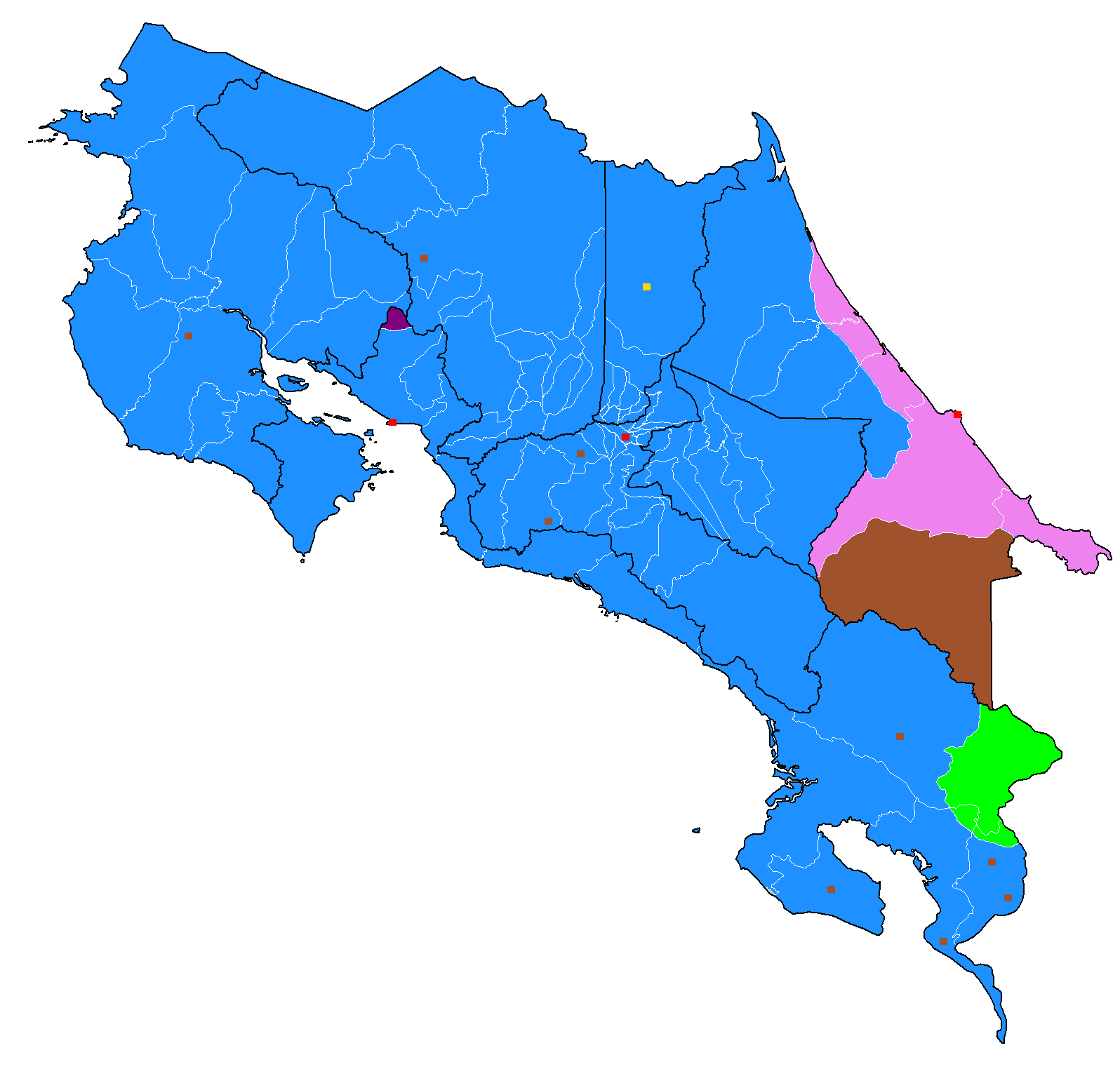
Lenguas de Costa Rica, los diversos idiomas indígenas aparecen representados en tonalidades marrones.

Los aborígenes de Costa Rica son extensamente plurilingüísticos, al convivir hasta nuestros días 5 idiomas y dialectos lenmichies totalmente diferenciados y activamente practicados por sus  pobladores. Estos son el maleku, cabécar, bribri, guaymí y bocotá, hablados principalmente en los territorios indígenas al sur del territorio.
Sin embargo, este panorama fue aún más rico durante la época precolombina cuando existían múltiples lenguas chibchenses como el idioma teribe-térraba o el idioma huetar, que se encuentran actualmente extintos. Este último fue la principal lengua en el territorio antes de la llegada de los europeos, y de hecho su influencia aún se deja sentir fuertemente en el panorama sociolingüístico mediante la herencia de múltiples vocablos entre los que destacan topónimos (por ejemplo: Aserrí, Barva, Curridabat, Tibás) y, en menor medida, alimentos como arracache (originalmente quechua) o pejibaye. 
Los antiguos idiomas mesoamericanos también tuvieron presencia notoria, especialmente hacia la sección norteña del territorio, donde eran practicados por las distintas etnias nativas. De esta familia destacaban las lenguas uto-aztecas y otomangues, con dialectos como el nahuat o el chorotega, todas actualmente erradicas del plano idiomático costarricense. Asimismo, existe también una fuerte herencia principalmente en la designación de alimentos (desde aguacate, ayote, achiote, chayote o chocolate, hasta elote, tamal, zapote) o topónimos en la península nicoyana (véase: nahuatlismos en el idioma español).